# سندرم گرینسپن
سندرم گرینسپن (به انگلیسی: Grinspan's syndrome) شامل تریاد لیکن پلان دهانی، دیابت و فشار خون است
به نظر می‌رسد دیابت و فشار خون در این سندرم ناشی از مصرف داروهای مرتبط با لیکن پلان باشد ولیکن هنوز تأیید نشده است